# Вукова земя
Вукова земя (на сръбски: Вукова земља или Vukova zemlja) (1371 – 1412), известна и  като Областта на Бранкович (на сръбски: Област Бранковића или Oblast Brankovića) е самостоятелно владение, получило се след края на Сръбското царство в края на 1371 г. със смъртта на цар Стефан Урош и непосредствено след Чирменската битка.

## Управление
Владението е под патримониума на Вук Бранкович – син на севастократор Бранко Младенович, и приносител на титлата „деспот“. Дядо на деспота е войводата Младен, най-дейния ревнител за военното настъпление срещу Византия на юг в Македония по времето на крал Стефан Милутин. Бащата на Вук или Вълкашин – Бранко е управител на Охрид, и е един от най-верните властели на цар Стефан Урош V.

## Възникване
Вук Бранкович се упоменава за първи път в историческите източници през 1370 г. като владетел на апанажа на Косово поле, т.е. областта обхващаща днешна Прищина, Вучитрън и Звечан, където е била и резиденцията му – в Дреница, която му е бащиния явно още от дедите му по времето на Стефан Милутин. През 1377 г. Вук овладява и Скопие, а през следващата 1378 – и Призрен, а на северозапад владението му достига до поречието на Лим, т.е. до пределите на средновековните сръбски земи. С цел изглаждане на евентуални спорни властелски въпроси, Вук Бранкович сключва династичен брак и е зет и сподвижник на княз Лазар – женен е за дъщеря му Мара Лазаревич. Взема участие в Косовския бой. Отстъпва на османците Скопие през януари 1392 г., ангажирайки се да им плаща харадж. Презумира се, че през 1396 г., султан Баязид I го прогонва от управляваната от него област, гледайки на него като на неблагонадежден васал, а той самия умира в изгнание, но никой не знае къде точно, макар датата на смъртта му да е известна – 6 октомври 1397 г. Управляваната от него област султана предава на наследниците на княз Лазар, и по-точно на верния на Баязид негов зет Стефан Лазаревич, имайки предвид, че Баязид е женен за Оливера Лазаревич или известната деспина Оливера. За наследниците на Вук Бранкович остава едно владение около Вучитрън и Трепча.
Вук Бранкович има трима сина: Гъргур или Григор, Георги и Лазар. Гъргур приема монашеския сан и умира през 1408 г., а Георги Бранкович поема от своя вуйчо Моравското деспотство. Лазар влиза в спор с първия си братовчед Стефан Лазаревич за земи, като умира най-рано от всички – през 1398 г.

## Наследяване
Владенията на Вук и Стефан, или Косовско-моравската област, са наследени от неговия син – деспот Георги. Общото владение на Бранкович обхваща след 1373 г. и западна Сърбия (владенията на Никола Алтоманович), а впоследствие и Зета, понеже и тези земи са привключени към Моравското княжество, прераснало в Смедеревско деспотство през първата половина на 14 век.

## Граници
Център или сърцевина на владението е територията на днешно Косово, включваща Косово поле, а впоследствие и Метохия. През 1373 г. Вук участва в подялбата на владенията на Никола Алтоманович, от които успява да присъедини към своето и областта Стара Рашка с част от Полимието, т.е. чисто сръбски земи. След смъртта на Георги I Балшич от Зета, присъединява към своето владение Призрен и Печ (1379 г.) с цяла Метохия. Важни градски центрове във владението са Прищина, Призрен, Печ, Скопие и Рас, а богати рудодобивни селища заселени със саси – Трепча, Янево, Глухавица.